# Jelena Ćetković
Jelena Ćetković, född 21 augusti 1916 i Cetinje, död 14 maj 1943 i Jajinci, var en montenegrinsk-jugoslavisk politiker (kommunist). 
Hon var medlem i den kommunistiska motståndsrörelsen under andra världskriget. Hon tillfångatogs och sköts för sitt motståndsarbete. 
Hon mottog Nationalhjälteorden.